# Nordlakekun
Nordlakekun (Lakekun Utara) ist ein indonesisches Desa („Dorf“) im Distrikt (Kecamatan) Kobalima (Regierungsbezirk Malaka, Provinz Ost-Nusa Tenggara) auf der Insel Timor.

## Geographie
Nordlakekun liegt im Südwesten des Distrikts Kobalima. Südlich befindet sich das Desa Lakekun, östlich Litamali und nördlich Sisi. Im Westen grenzt Nordlakekun an die Distrikte Botin Leobele und Ostmalaka (Malaka Timur).

## Einwohner
2010 lebten in Nordlakekun 1.670 Menschen. Sie gehören zu den Ethnien der Tetum und der Bunak. Die meisten Bunak, wie in der Siedlung Welaus, sind Nachkommen von Flüchtlingen, die das osttimoresische Maucatar verließen, als es 1916 von den Niederländern an die Portugiesen abgegeben wurde.